# Diesel and Dust
Diesel and Dust è l'ottavo album in studio del gruppo musicale Midnight Oil, pubblicato nel 1987. Il disco è un concept album sullo sfruttamento delle risorse del nostro pianeta e più nello specifico in Australia. Nella versione LP statunitense e canadese è stato pubblicato privo della traccia Gunbarrel Highway.

## Lista Tracce
1. Beds Are Burning – 4:16
2. Put Down That Weapon – 4:38
3. Dreamworld – 3:36
4. Arctic World – 4:22
5. Warakurna – 4:38
6. Dead Heart – 5:11
7. Whoah – 3:51
8. Bullroarer – 4:59
9. Sell My Soul – 3:37
10. Sometimes – 3:54
11. Gunbarrel Highway – 3:38